# كلاوديو ريبيتو
كلاوديو ريبيتو هو لاعب كرة قدم إيطالي، ولد في 2 فبراير 1997 في جنوة في إيطاليا.